# 실시간 컴퓨팅
실시간 컴퓨팅(real-time computing, RTC)이란 사용할 수 있는 자원이 한정되어 있는 상황에서 작업 수행이 요청되었을 때, 이를 제한된 시간안에 처리해 결과를 내주는 것을 말한다. 이러한 컴퓨팅을 활용한 시스템은 실시간 시스템(real-time system)이라고 하는데, 작업의 요청에서 수행결과를 얻기까지의 시간적인 제약이 존재하는 시스템으로 그 제약의 엄격함에 따라서 경성 실시간 시스템과 연성 실시간 시스템으로 나뉜다.

## 실시간 시스템의 분류

### 경성 실시간 시스템
경성 실시간 시스템(hard real-time system)은 작업의 실행 시작이나 완료에 대한 시간 제약조건을 지키지 못하는 경우 시스템에 치명적인 영향을 주는 경우를 가리킨다. 예로 무기제어, 발전소제어, 철도자동제어, 미사일 자동조준 등을 들수 있다. 보장되는 컴퓨팅과 시간의 정확성과 컴퓨팅에 대한 예측성을 가지게 해주어야 한다.

### 연성 실시간 시스템
연성 실시간 시스템(soft real-time system)은 작업실행에 대한 시간 제약이 있지만, 이를 지키지 못하더라도 전체 시스템에 큰 영향을 끼치지 않는 시스템을 말한다. 그 예로 동영상을 들 수 있다. 초당 일정한 프레임(Frame)이상의 영상을 재생해야 한다는 제약이 있으나, 통신부하나 시스템의 다른 작업으로 인하여 프레임(Frame)이 건너뛰어져도 동영상을 재생하고 있던 시스템에는 큰 영향을 끼치지 않는다.
여기서 프레임(Frame)은 DATA 통신, 컴퓨터 그래픽스(Computer Grapics:CG), TV(Tele Vision) 방송 등에서 전송되는 정보의 일정한 단위(초당 그림이 보이는 수라고도 볼 수 있음)이다.

## 같이 보기
- 실시간 운영 체제
- 일괄 처리
- 시분할 시스템